# IceCube

IceCube Neutrino-Observatorium (2023)

Das IceCube Neutrino Observatory (oder vereinfacht IceCube) ist ein Hochenergie-Neutrino-Observatorium, das Teil der Amundsen-Scott-Südpolstation in der Antarktis ist.
Seit 2010 werden in einem Volumen von 1 km3 Hochenergie-Neutrinos registriert, wenn diese mit Bestandteilen des Eises reagieren. Dies geschieht, indem dabei erzeugte schnelle Elektronen, Myonen oder Tauonen im Eis Tscherenkov-Strahlung hervorrufen, die  mit hochempfindlichen optischen Sensoren (Photomultipliern) nachgewiesen wird. Wissenschaftler versprechen sich von IceCube vor allem Erkenntnisse über die Quellen der geladenen kosmischen Strahlung, in denen auch die Neutrinos erzeugt werden.

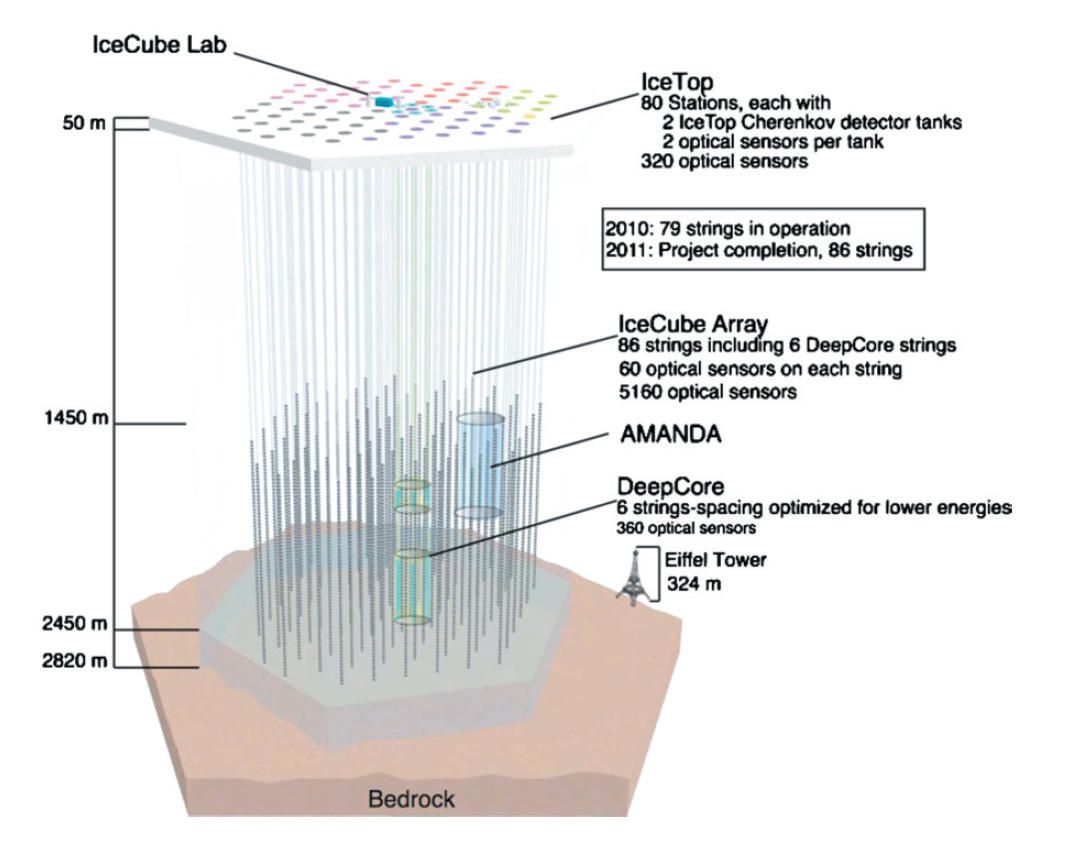
Aufbau des Neutrinodetekors im Eis der Antarktis

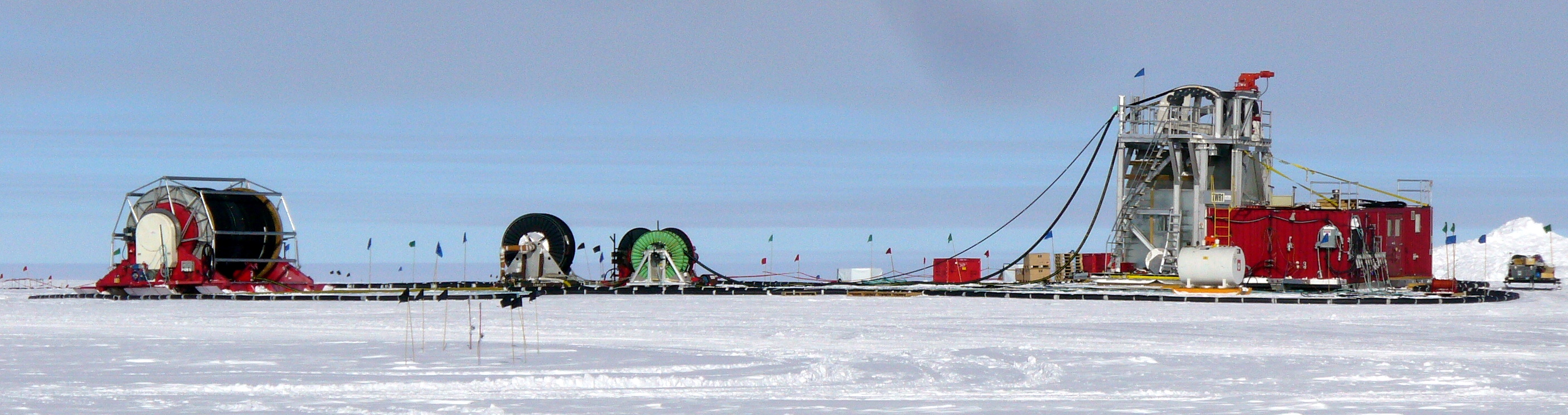
Bohrstation für IceCube im Dezember 2009

## Geschichte
Das verwendete Prinzip fand schon im AMANDA-Projekt (Antarctic Muon And Neutrino Detector Array) Anwendung und lieferte dort seit 1997 Daten. Am 11. Mai 2009 wurde AMANDA plangemäß abgeschaltet. Aufgrund des Erfolges wurden die Gelder für das IceCube-Projekt genehmigt. IceCube wurde nach knapp sechs Jahren Bauzeit und einem Jahrzehnt Vorbereitung am 18. Dezember 2010 fertiggestellt. Erste wissenschaftliche Ergebnisse wurden bereits mit den ersten Ausbaustufen von IceCube im gemeinsamen Betrieb mit AMANDA erzielt. Das bisher wichtigste wissenschaftliche Ergebnis ist die erstmalige Beobachtung hochenergetischer kosmischer Neutrinostrahlung im Jahr 2013.
Der leitende Wissenschaftler ist Francis Halzen. Als sog. Principal Investigator ist er Inhaber eines unabhängigen Budgets.
Am 25. Juni 2019 hat die National Science Foundation die Finanzierung eines Ausbaus gebilligt. Die vorhandenen 5160 Sensoren sollen im antarktischen Sommer 2022/23 um mehr als 700 optische Module an sieben Kabelsträngen ergänzt werden. Die Helmholtz-Zentren DESY und das Karlsruher Institut für Technologie (KIT) unterstützen mit insgesamt 5,7 Millionen Euro den Bau von 430 neuen optischen Modulen. Durch diese Erweiterung soll nicht nur die Empfindlichkeit des Observatoriums steigen, sondern auch die Energieschwelle abgesenkt werden, ab der sich Neutrinos nachweisen lassen.

## Technik

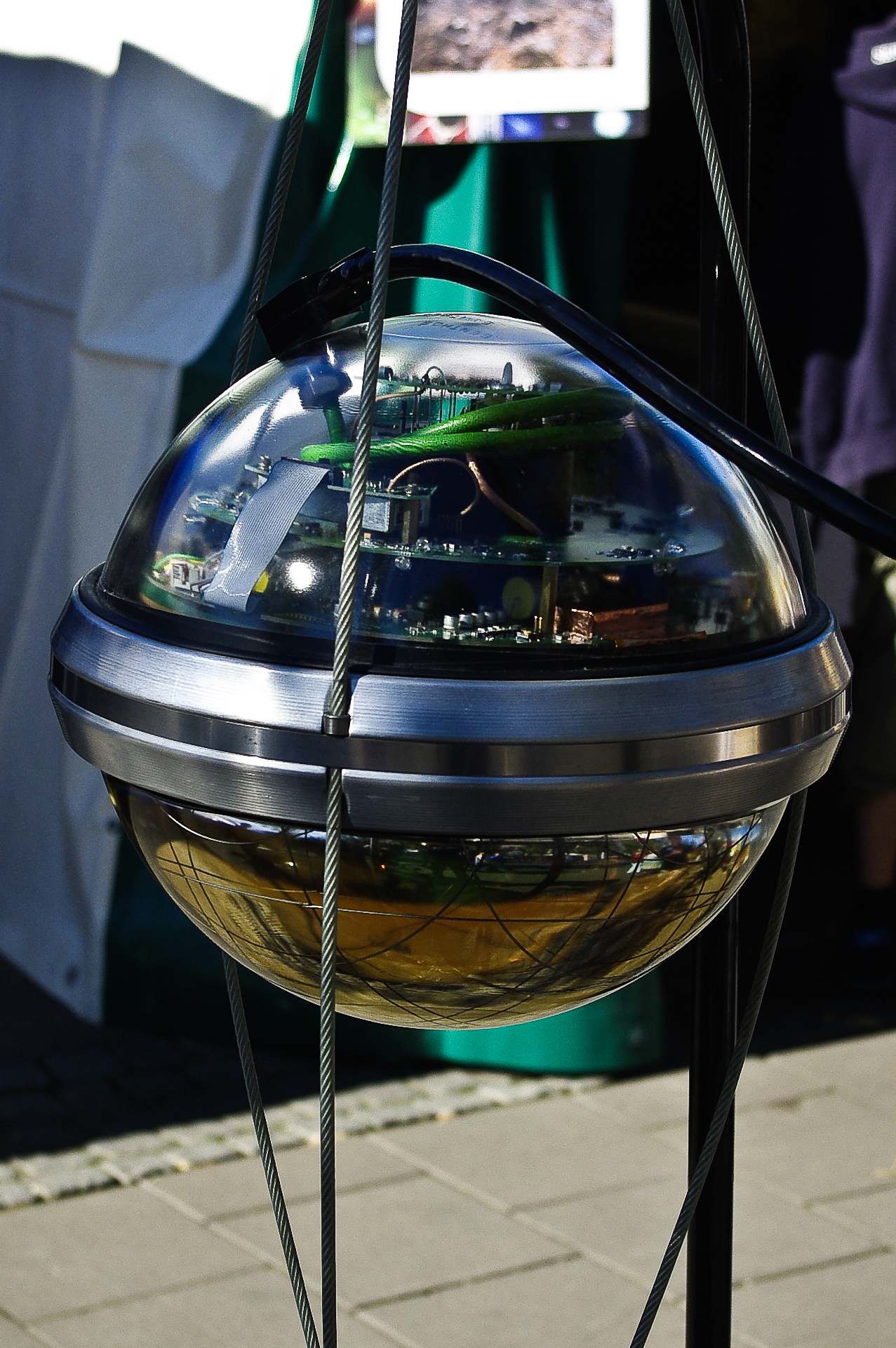
Eine der über 5000 Licht-Empfangssonden (Digital Optical Module, kurz DOM) mit 25 cm Photomultiplier Typ R7081-02, dessen Photokathode in der unteren Halbkugel zu sehen ist

IceCube verfügt derzeit über 86 Kabelstränge mit insgesamt 5160 Sensoren, die die Tscherenkov-Leuchtspuren von Myonen, Elektronen und Tauonen aufspüren, verstärken, digitalisieren und dann zur Amundsen-Scott-Südpolstation weiterleiten. Die 677 Module von AMANDA wurden bei einigen IceCube-Analysen mitverwendet. Die verwendeten Photoelektronenvervielfacher haben einen Empfangsbereich von 300…650 nm Wellenlänge mit einem Empfindlichkeitsmaximum am blauen Ende des Lichtspektrums, eine Quantenausbeute von 25 % und eine 10…50-millionenfache Sekundärelektronenverstärkung. Bemerkenswert ist die große, etwa halbkugelförmige Kathodenfläche von 550 cm2, die den unteren Teil des über fußballgroßen druckfesten Glas-Sensorgehäuses füllt.
Die Kabelstränge und Detektoren werden in mit heißem Wasser gebohrten Löchern versenkt, die anschließend wieder zufrieren; die Sensoren werden in Tiefen zwischen 1450 und 2450 Metern platziert, wo durch den enormen Druck alle störenden Luftbläschen soweit komprimiert sind, dass sie für die Ausbreitung des Lichts keine Rolle mehr spielen.

## Funktionsweise
Am besten geeignet für eine Richtungsbestimmung der Neutrinos ist der Nachweis von Myonen. Die extrem seltene Kollision eines Myon-Neutrinos mit einem Molekül bewirkt die Umwandlung des Neutrinos in ein Myon. Das Myon setzt die Spur des Neutrinos fort und emittiert dabei einen Kegel blauen Lichts, die Tscherenkow-Strahlung. Diese sehr schwache Lichtstrahlung wird durch Photomultiplier in messbare elektrische Impulse umgesetzt. Aus den Ankunftszeiten des Lichts an den einzelnen Sensoren kann errechnet werden, aus welcher Richtung das Neutrino kam.
Neutrinoteleskope wie IceCube können auch Supernovae entdecken oder zur Detektion der Dunklen Materie beitragen. Auch gerichtete Strahlungsausbrüche (sog. Gamma Ray Bursts), die z. B. von schwarzen Löchern im Zentrum einer Spiralgalaxie ausgehen können, spielen eine Rolle. In dieser Hinsicht ist die Anlage und das „Drumherum“ ein explizites Beispiel für die sich rapide entwickelnde Zusammenarbeit von Hochenergiephysik und Astrophysik. Hochenergetische Neutrinos werden im Gegensatz zur geladenen kosmischen Strahlung nicht durch kosmische Magnetfelder abgelenkt und durch Materie kaum absorbiert, stammen aber wahrscheinlich aus ähnlichen Ereignissen wie diese; sie können daher Hinweise auf die Quellen hochenergetischer kosmischer Strahlung geben.
Zusätzlich zum Neutrinodetektor im Eis verfügt IceCube über ein 1 km2 großes Oberflächen-Messfeld namens IceTop. Dieses besteht aus 162 Wasser-Tscherenkow-Detektoren, die Luftschauer kosmischer Strahlung messen. In den nächsten Jahren soll IceTop durch den zusätzlichen Aufbau von Szintillationsdetektoren und Radioantennen verbessert werden.

## Wissenschaftliche Erfolge
Im Juni 2013 veröffentlichte die IceCube-Kollaboration die ersten Ergebnisse, die auf einen nicht terrestrischen Fluss (extragalaktisch, kosmische Neutrinos) von Neutrinos hindeuteten. Es waren zwei Neutrinoereignisse gefunden worden, zu wenig, um  eine statistisch signifikante Aussage zu treffen. Im November 2013 veröffentlichte die Kollaboration in der Fachzeitschrift Science die Nachfolgemessung, die als Nachweis von nicht-terrestrischen (kosmischen) Neutrinos gilt. Für diesen Erfolg verlieh das Magazin Physics World den Preis „Breakthrough of the Year“ für 2013. Die Neutrinos hatten teilweise sehr hohe Energien, viel höher als mit irdischen Experimenten erreicht werden kann. Wie in Science berichtet, wurden bei Auswertung der Daten von Mai 2010 bis Mai 2012 28 Ereignisse isoliert, die von hochenergetischen Neutrinos zwischen 30 TeV und 1200 TeV stammen. Unter diesen und in den im Jahr danach erhobenen Daten waren auch die Neutrinos mit bis dahin höchster Energie, mit Energien von 1000 (Bert genannt, wie in den anderen Ereignissen nach Figuren der Sesamstraße), 1100 (Ernie genannt) und 2200 TeV (4. Dezember 2012, Big Bird genannt). Am 11. Juni 2014 wurde ein Neutrinoereignis mit noch höherer Energie gefunden (2600 TeV). 2016 wurde der fast ein Jahr ab Sommer 2012 anhaltende Blazar-Ausbruch in der Galaxie PKS B 1424-418 als wahrscheinliche Quelle für Big Bird ausgemacht aus Vergleich mit den Beobachtungen des Gammastrahlen-Weltraumteleskops Fermi und des Radioteleskop-Projekts Tanami. 2021 wurde ein Neutrino mit 6300 TeV Energie nachgewiesen.
In Zusammenarbeit mit anderen Teleskopen konnte IceCube 2018 erstmals die Herkunft eines hochenergetischen Neutrinos (290 TeV) nachweisen. Als wahrscheinliche Quelle wurde der 4,5 Milliarden Lichtjahre entfernte Blazar TXS 0506+056 identifiziert, ein aktiver Galaxienkern. Er ist außerdem wahrscheinlich eine Quelle kosmischer Strahlung (von hochenergetischen Protonen). Weiterhin konnte ein am 1. Oktober 2019 registriertes Neutrino einem sogenannten Tidal Disruption Event zugeordnet werden, welches im April 2019 in einer 700 Millionen Lichtjahre entfernten Galaxie am Palomar-Observatorium beobachtet worden war.

## Finanzierung und Kooperationen
Die Gesamtkosten für den ca. 270 Millionen US-Dollar teuren Neutrinodetektor stammen überwiegend von der amerikanischen Wissenschaftsstiftung NSF. Das Projekt wurde aber wesentlich von Universitäten und Instituten in Schweden, Belgien, Deutschland, Großbritannien, Japan und den Niederlanden mitfinanziert. Das Bundesministerium für Bildung und Forschung und die DFG unterstützten die Konstruktion des Observatoriums.
Das IceCube-Team besteht insgesamt aus ca. 300 Wissenschaftlern aus 48 Forschungsinstitutionen in zwölf Ländern, die den Detektor kontinuierlich betreiben und weiterentwickeln. Neben Forschern aus den Ländern, die IceCube finanziert haben, beteiligen sich auch Wissenschaftler aus Australien, Dänemark, Neuseeland, Kanada, Japan, der Schweiz  und Südkorea an dem Betrieb und den Datenanalysen. Aus Deutschland sind das Deutsche Elektronen-Synchrotron DESY, die Universitäten RWTH Aachen, HU Berlin, RU Bochum, TU Dortmund, FAU Erlangen-Nürnberg, JGU Mainz, TU München, WWU Münster und BU Wuppertal sowie das Karlsruher Institut für Technologie beteiligt.

## Weiterentwicklung zu IceCube-Gen2
IceCube-Gen2 (für Generation 2) soll das Volumen auf 8 km3 erweitern. Dafür werden 120 weitere Kabelstränge mit 12.000 neuen optischen Sensoren und einem erweiterten Energiebereich hin zu höheren Energien durch zusätzliche Radio-Arrays geplant. Dadurch soll eine 5-fach größere Empfindlichkeit erreicht werden und rund 1 Million Neutrino-Detektionen pro Jahr möglich werden. IceCube-Gen2 befindet sich in der Planung und soll bis 2032 fertig gestellt werden.